# Saulcyella schmidtii
Saulcyella schmidtii är en skalbaggsart som först beskrevs av Johann Christian Friedrich Märkel 1844.  Saulcyella schmidtii ingår i släktet Saulcyella, och familjen kortvingar. Enligt den svenska rödlistan är arten starkt hotad i Sverige. Arten förekommer i Götaland. Artens livsmiljö är skogslandskap.